# Ocean Casino Resort
Ocean Casino Resort (tidigare Revel Casino Hotel Atlantic City) är ett hotell och kasino i Atlantic City, NJ, USA byggt på en 8,1 ha (20 tunnland) stor tomt. Det är det nordligaste kasinot på Atlantic City boardwalk.

## Design och byggnation
Ocean Casino Resort är med sina dryga 216 meter (710 fot) den högsta byggnaden i Atlantic City, den fjärde högsta i delstaten och det näst högsta kasinot i landet.
Arkitektfirman Arquitectonica ritade anläggningen, medan BLT Architects hade det övergripande ansvaret för hela byggnationen. Byggmästare var Tishman Realty & Construction som bland annat tidigare varit med och uppfört Borgata.

## Bekvämligheter och nöjen
När kasinot öppnade hade det två nattklubbar, 13 restauranger, två scener och ett antal bassänger. På taket av anläggningen fanns det en 8 100m² (två tunnland) stor anlagd tall-lund med över 30 000 träd och växter, utomhuspooler, hyddor och eldgropar. Takanläggningen gick under namnet Sky Garden.
När Revel öppnade var det helt rökfritt, men tidigt 2013 meddelade de att de skulle bygga rökrum.

## Spel och sport
Vid sitt öppnande hade kasinot över 2 500 spelautomater och 120 hasardspelbord. Poker erbjöds fram till 2013 i pokerrummet.
Både boxnings- och MMA-organisationer anordnar galor på kasinot.